# Aase Hansen
Aase Hansen, född 11 mars 1893 i Frederiksværk, död 9 februari 1981, var en dansk romanförfattare.
Aase Hansen var dotter till köpmannen Frederik Carl Hansen (1853–1915) och Mette Kirstine Pedersen (1852–1928). Hon avlade studentexamen från Frederiksborg Statsskole 1913 och blev candidatus magisterii från Köpenhamns universitet 1921 i danska, tyska och engelska. Hon arbetade i ett par år som gymnasielärare i Ålborg och Vejle. Hon arbetade ett år på Folkeregisteret i Köpenhamn innan hon blev lärare på Ullerslev realskole på Fyn 1924. Denna anställning behöll hon till 1931. Hon kom sedan att ägna sig helt åt författarskapet. Hon verkade även som översättare.
Hansen författardebuterade 1929 med romanen Ebba Berings Studentertid, som bär intryck från hennes egen studietid och skillnaden mellan land och stad. Dessa motsättningar var ett genomgående tema i Hansens författarskap. Hennes genombrottsroman var En Kvinde kommer hjem (1937), som utspelar sig i hemstaden Frederiksværk och bygger på hennes egen uppväxt. Liksom tidigare romaner skildrar den också motsatsförhållanden mellan drömmar och desillusionering.

## Erkännanden
- Astrid Goldschmidts Legat (1935)
- Herman Bang Legatet (1938)
- Emma Bærentzens Legat (1938)
- Frøken Suhrs Forfatterlegat (1947)
- Tagea Brandts rejselegat for kvinder (1948)
- Gyldendals Boglegat (1950)
- Anckerska legatet (1952)
- Holger Drachmann-legatet (1957)
- Henri Nathansens Mindelegat (1958)
- Johannes Ewalds Legat (1963)